# Oraș statutar (Cehia)

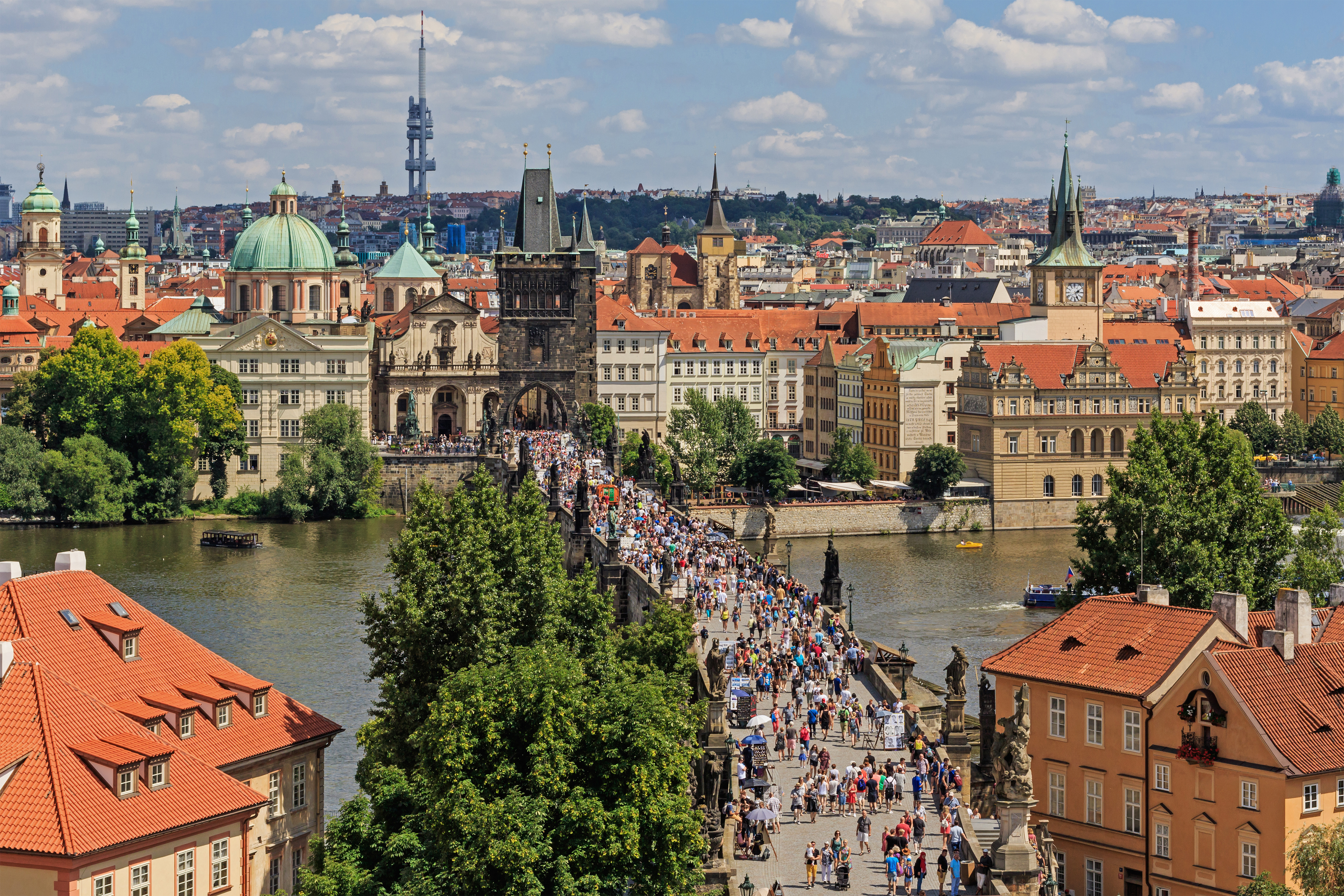
Praga, capitala Cehiei

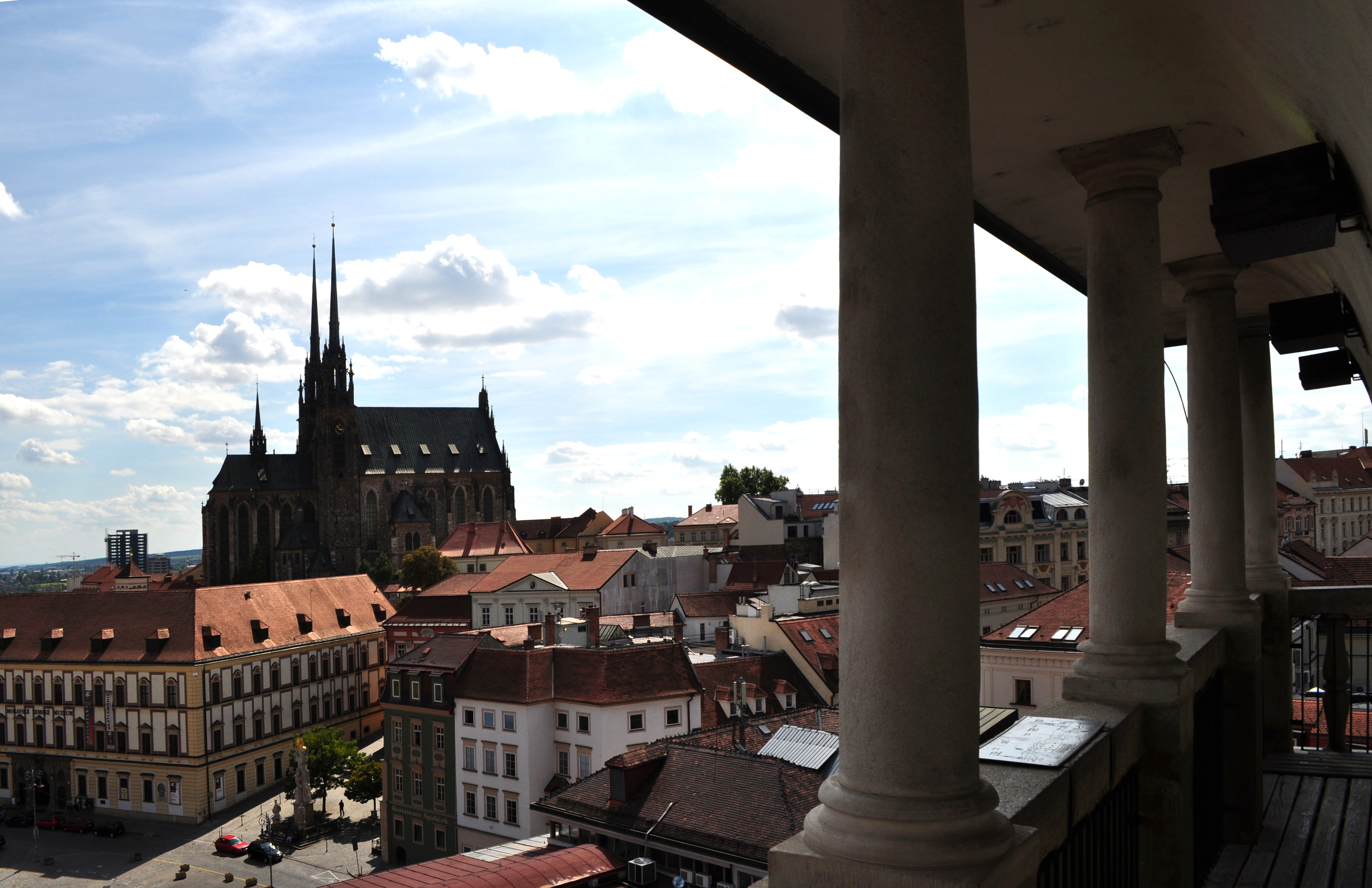
Brno

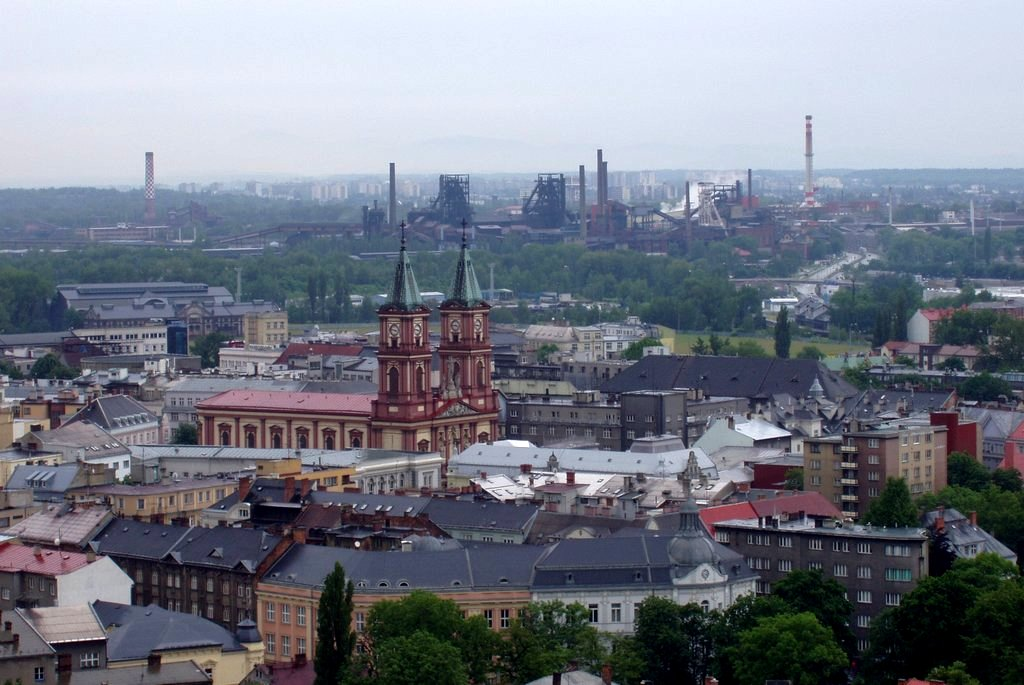
Ostrava

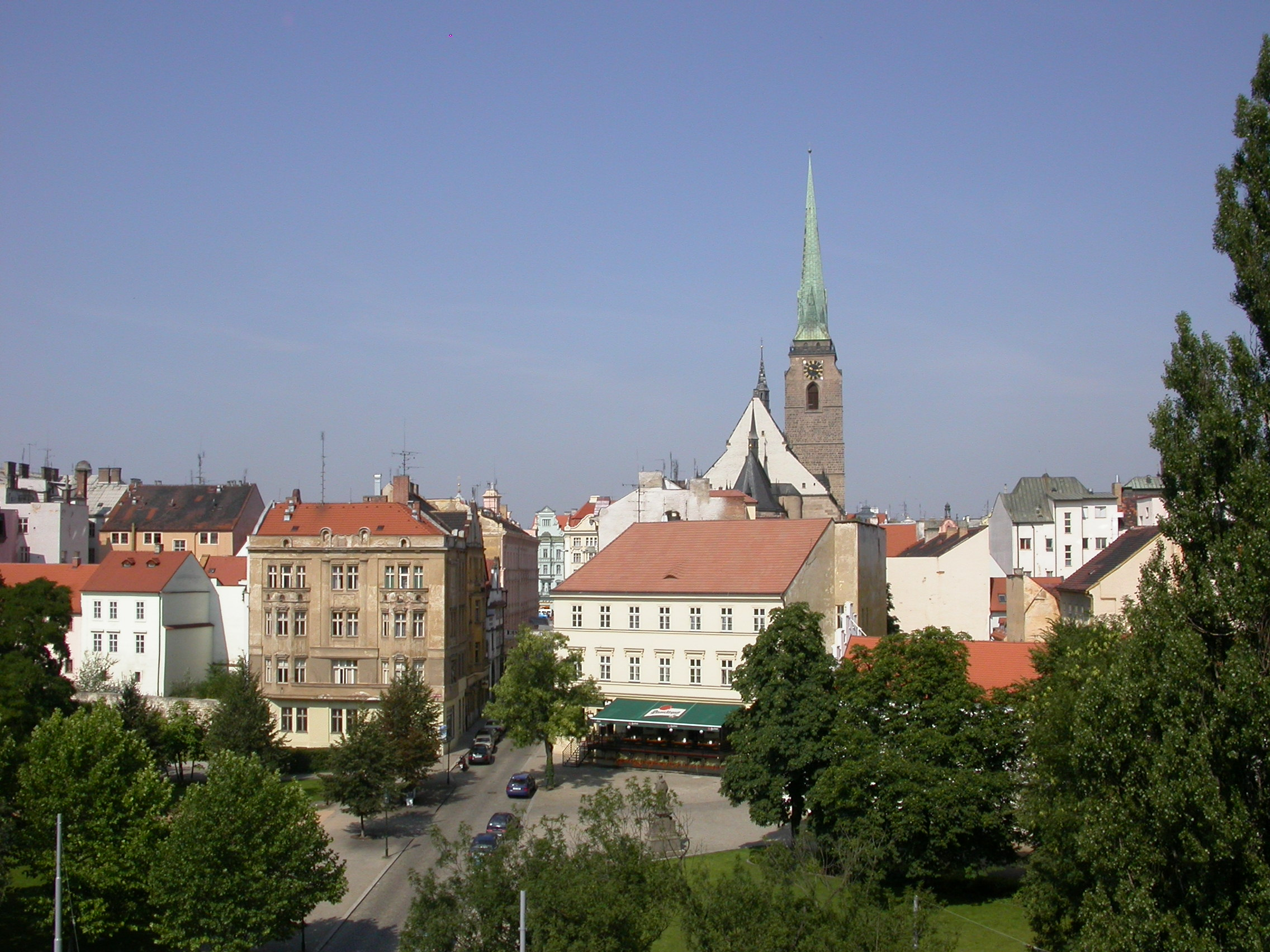
Plzeň

În Cehia, un oraș statutar (în cehă statutární město) este o corporație comunală (municipală) căreia i s-a acordat statutul de oraș printr-o lege a Parlamentului. Este mai prestigios decât simplul titlu město (oraș), care poate fi acordat de Guvernul Republicii Cehe și de președintele Camerei Deputaților⁠(d) unei comune care solicită acest lucru.

## Diferențe între orașele statutare
Statutul statutar al orașului este parțial ceremonial; primarul orașului este numit primátor, mai degrabă decât starosta ca în cazul altor comune. 
Orașele statutare au voie să se împartă în cartiere orășenești autonome (sg. městský obvod) sau părți ale orașului (sg. městská část) cu propriile consilii alese; un astfel de oraș statutar trebuie să emită un statut (statut) care să delimiteze puterea cartierelor. Totuși, doar șapte orașe statutare au făcut acest lucru. Orașele Brno, Plzeň, Ústí nad Labem și Pardubice sunt împărțite în cartiere, în timp ce Liberec are un singur cartier, iar restul orașului este administrat direct. Brno este împărțit în zone urbane, iar Opava are opt zone urbane, restul orașului fiind administrat direct. De asemenea, Praga, deși nu este un oraș statutar de jure, este împărțit în cartiere similare care se autoguvernează.

## Istorie
Modelul a fost inspirat din organizarea administrativă a Austro-Ungariei, stat din care orașele au făcut parte.
Până în anul 1928, 11 orașe din ținuturile cehe au primit titlul de oraș statutar: Praga, Liberec, Brno, Jihlava, Kroměříž, Olomouc, Uherské Hradiště, Znojmo, Opava, Frýdek⁠(d) și Bielsko⁠(d) (care a devenit parte a Poloniei în 1920).
La 1 decembrie 1928, numărul lor a fost redus la cinci (Praga, Liberec, Brno, Olomouc și Opava). În 1942, Plzeň a devenit un oraș statutar.
Între 1949 și 1967, institutul orașelor statutare a fost anulat prin reforma autoguvernării și fondarea regiunilor Cehiei. Doar capitala Praga a rămas de facto un oraș statutar. După 1967, mai multe orașe au primit o poziție similară cu cea a Pragăi (Brno, Plzeň, Ostrava și Ústí nad Labem), dar titlul de oraș statutar nu a fost folosit.
Conceptul a fost reînnoit după Revoluția de catifea prin Legea privind comunele din 1990, care a stabilit 13 orașe statutare în afară de Praga, iar capitala a rămas în continuare un oraș statutar de facto.
Spre deosebire de Austria, înainte de dizolvarea districtelor din Cehia ca unități administrative la 1 ianuarie 2003, doar cele mai mari trei orașe (Brno, Ostrava și Plzeň) constituiau un district (okres) pe cont propriu; celelalte făceau parte (deși erau capitale de district, cu excepția orașului Havířov) din districte cu comune mai mici. Pe măsură ce prestigiul asociat orașului statutar a crescut, alte 12 orașe statutare au fost create prin Legea privind comunele din 2000 și prin cele patru amendamente ulterioare ale acesteia.
Doar două orașe statutare, Havířov și Třinec, nu sunt și reședințe ale districtelor cu același nume.

## Lista orașelor statutare
Începând cu august 2018, sunt 26 de orașe statutare (plus Praga) în Cehia. Acestea cuprind toate orașele cehe de peste 40 de mii de locuitori (și Třinec):
| Nume                  | Populație | Suprafață (km2) | Regiune         | Oraș statutar din |
| --------------------- | --------- | --------------- | --------------- | ----------------- |
| Praga                 | 1.384.732 | 496             | Praga           |                   |
| Brno                  | 400.566   | 230             | Moravia de Sud  | 1990              |
| Ostrava               | 284.765   | 214             | Moravia-Silezia | 1990              |
| Plzeň                 | 185.599   | 138             | Plzeň           | 1990              |
| Liberec               | 107.982   | 106             | Liberec         | 1990              |
| Olomouc               | 102.293   | 103             | Olomouc         | 1990              |
| České Budějovice      | 97.377    | 56              | Boemia de Sud   | 1990              |
| Hradec Králové        | 93.906    | 106             | Hradec Králové  | 1990              |
| Pardubice             | 92.362    | 78              | Pardubice       | 1990              |
| Ústí nad Labem        | 91.342    | 94              | Ústí nad Labem  | 1990              |
| Zlín                  | 74.255    | 103             | Zlín            | 1990              |
| Havířov               | 69.694    | 32              | Moravia-Silezia | 1990              |
| Kladno                | 69.078    | 37              | Boemia Centrală | 2000              |
| Most                  | 63.882    | 87              | Ústí nad Labem  | 2000              |
| Opava                 | 55.600    | 91              | Moravia-Silezia | 1990              |
| Jihlava               | 53,986    | 88              | Vysočina        | 2000              |
| Frýdek-Místek         | 53.938    | 52              | Moravia-Silezia | 2006              |
| Teplice               | 50.959    | 24              | Ústí nad Labem  | 2003              |
| Karviná               | 49.724    | 57              | Moravia-Silezia | 2003              |
| Karlovy Vary          | 49.353    | 59              | Karlovy Vary    | 1990              |
| Chomutov              | 47.023    | 29              | Ústí nad Labem  | 2006              |
| Děčín                 | 46.799    | 118             | Ústí nad Labem  | 2006              |
| Mladá Boleslav        | 46.428    | 29              | Boemia Centrală | 2003              |
| Jablonec nad Nisou⁠(d) | 46.226    | 31              | Liberec         | 2012              |
| Prostějov⁠(d)          | 43.563    | 39              | Olomouc         | 2012              |
| Přerov⁠(d)             | 41.661    | 58              | Olomouc         | 2006              |
| Třinec                | 34.266    | 85              | Moravia-Silezia | 2018              |